# Geometrijski niz
Geometrijski niz je niz brojeva kod kojeg je količnik svakog člana i njemu prethodnog člana uvijek stalan broj. Taj broj označavamo s q i nazivamo ga kvocijentom, a računamo ga pomoću formule
{\displaystyle q={\frac {a_{n}}{a_{n-1}}}}
Za poznavanje svih članova geometrijskog niza dovoljno je poznavati prvi član, a1 i kvocjent q tog niza. Geometrijski niz, kao i svaki drugi niz u matematici, sadrži beskonačno mnogo članova. No svaki se od tih članova može izračunati. Opći (n-ti) član niza računamo po formuli:
{\displaystyle a_{n}=a_{1}\cdot q^{n-1}}
Formula za zbroj prvih n članova niza je:
{\displaystyle S_{n}=\sum _{i=1}^{n}a_{i}=a_{1}{\frac {q^{n}-1}{q-1}}}
Ako je {\displaystyle |q|<1} tada je moguće odrediti zbroj beskonačno mnogo članova niza:
{\displaystyle S_{\infty }=\sum _{i=1}^{\infty }a_{i}={\frac {a_{1}}{1-q}}}
Ime je geometrijski niz dobio po svojstvu da je svaki član niza (osim prvog) geometrijska sredina njemu prethodnog i sljedećeg člana u nizu, tj. da vrijedi:
{\displaystyle a_{n}={\sqrt {a_{n-1}\cdot a_{n+1}}}}